# Kunhuta z Kolovrat

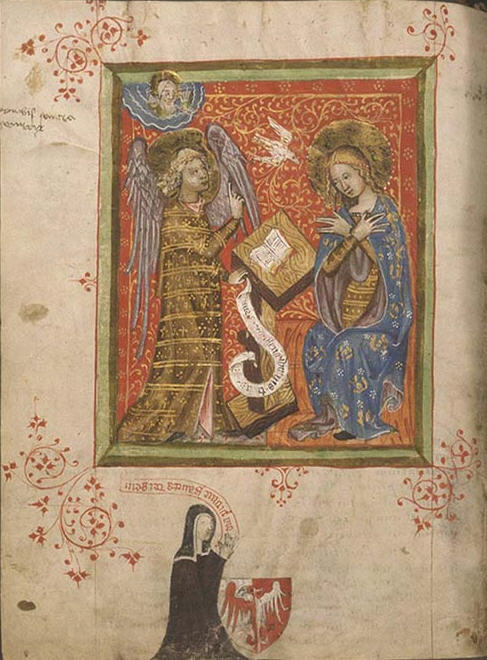
Zvěstování P. Marie v Breviáři Kunhuty z Kolovrat

Kunhuta z Kolovrat, zvaná Kunka, (latinsky Cunegundis dicta Kolowrattovna) byla česká šlechtična z rodu Kolovratů, řeholnice řádu benediktinek a v letech 1386–1401 abatyše kláštera sv. Jiří na Pražském hradě.
Do úřadu abatyše nastoupila roku 1386 po delší službě v řádu. Šlechtickým titulem byla jen rytířka, ale s korunou a berlou.[zdroj?] Kariéře řádové sestry byla nepochybně zaslíbena již od dětství. Mezi mniškami v konventu svatojiřského kláštera se připomíná za vlády abatyše Alžběty a převorky Bohunky koncem roku 1367. Tehdy se v jedné listině uvádí mezi vybranými členkami konventu, nebyla tedy již novickou, ale plnoletou po složení věčných řeholních slibů. Z toho lze odvozovat, že se narodila před rokem 1350. Uvádí se zdrobnělinou svého jména Kunka a označením, že je dcerou Ješka z Kolovrat. V klášteře měla ještě svou tetu Anežku, dceru Alberta z Kolovrat, a další příbuznou Annu, snad dceru svého strýce Purkharta z Kolovrat. Do funkce abatyše nastoupila během roku 1386 a vykonávala ji až do své smrti v roce 1401.
Zemřela na Štědrý večer roku 1401 a byla pohřbena v bazilice sv. Jiří pod kazatelnou. Její náhrobek z červeného mramoru je v současnosti umístěný na zdi v bývalé klášterní kapli Panny Marie (dnes sv. Anny).

## Breviář
Do dějin české knižní a výtvarné kultury doby gotické se zapsala významnou objednávkou luxusního iluminovaného breviáře, v němž latinské liturgické texty doplňují celostranné malované a zlacené miniatury. Dala se v breviáři zpodobnit dvakrát. U celostranného výjevu Zvěstování Panny Marie klečí s rukama sepjatýma v gestu pokorné modlitby, oděná do černé kutny benediktinky, na druhé miniatuře do purpurového pláště abatyše. U nohou má rodový erb pánů z Kolovrat, jímž byla stříbrno-červená orlice v modrém poli.
Breviář je významnou památkou knižní malby vrcholné gotiky, období krásného slohu druhé poloviny 80. let 14. století. Stylově předchází dvorské rukopisy krále Václava IV. (Bible Václava IV. ad.).
Rukopis se dochoval v Národní knihovně v Praze a pro výstavní účely existuje jeho faksimile.